# Yajna

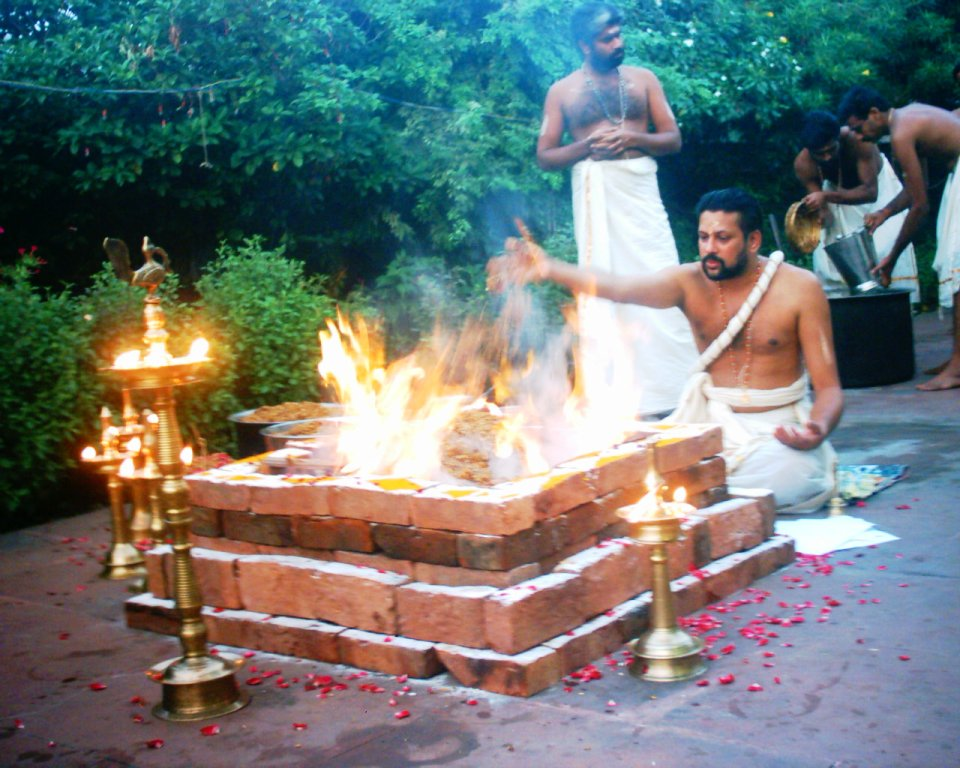
Um yajna sendo realizado

Yajna  (em sânscrito:  यज्ञ, transl. yajña) se refere no hinduísmo a qualquer ritual feito em frente ao fogo sagrado, geralmente acompanhado de mantras. O Yajna é uma parte da tradição védica, descrita em escrituras chamadas de Brahmanas e no Yajurveda. O objetivo é servir como forma completa de puja na veneração aos deuses, através da presença do Fogo Sagrado (Agni), que age como um intermediário.
A porção de textos relacionada aos Yajnas foram chamadas de Karma-kanda (trabalhos rituais), em contraste a porção Jnana-kanda (conhecimento) contida nos Upanishads. Completar corretamente estes rituais era doutrina central da Escola Mimansa de filosofia, chefiada pelo astrólogo védico Jaimini. Até hoje, os rituais de fogo continuam tendo uma importância central na vida hindu, sendo utilizado em casamentos, cerimônias rituais, celebrações comunitárias, iniciações monásticas e apaziguamento dos navagrahas.
Existem três focos principais nesta prática, segundo Nigal: a adoração da divindade (devapuja), unidade (sangatikarana) e caridade (dána).

## História
Yajna faz parte de um ritual individual ou social desde o tempos védicos. Quando o fogo ritual – o divino Agni, o deus do fogo e o mensageiro dos deuses – era implantado em um Yajna, mantras eram cantados. Os hinos e canções cantadas e as oblações oferecidas ao fogo eram uma forma de hospitalidade para com os deuses védicos. Acredita-se que as oferendas são levadas por Agni aos deuses, e espera-se que os deuses em troca concedessem bênçãos, e assim o ritual servia como um meio de troca espiritual entre deuses e seres humanos. 

Definição de um ritual védico
Yajña (sacrifício) é um ato onde entregamos algo em prol dos deuses. Tal ato deve repousar sobre uma autoridade sagrada (āgama), e servir para a salvação do homem (śreyortha). A natureza do presente é de menor importância. Pode ser bolo (puroḍāśa), grãos e vagens (karu), leite misturado (sāṃnāyya), um animal (paśu), o suco da planta-soma (soma), etc;  as menores ofertas de manteiga, farinha e leite podem servir para o propósito de um sacrifício.
— Apastamba Yajna Paribhasa-sutras 1.1, Tradução de André Kërr com base em M Dhavamony

Rishi, Pitri, Bhuta, Manushya e Deva yajnas

A natureza dos sacrifícios védicos mudaram com o passar do tempo durante o primeiro milênio antes da Era Comum,  no início, podiam envolvem sacrifícios animais e depois foram sendo interpretados para ofertas não-violentas ou simbólicas. 

## Sacerdotes
Os yajnas são tipicamente realiados por quatro sacerdotes védicos: o hota, o adhvaryu, o udgata e o Brahma. Porém, não é raro que seja realizado por um pandit ou purohita sozinho nos dias atuais.  As funções de cada um desses sacerdotes são:
- O Hota que recita invocações do Rigveda.[12]
- O Adhvaryu que é o assistente responsável por medir e construir o altar explicado no Yajurveda. The adhvaryu offers oblations.[12]
- O Udgata que entoa as canções segundo o Samaveda.[12]
- O Brahma que é o superintendente responsável por corrigir possíveis erros com a suplementação de versos do Atharva Veda.

## Tipos
Kalpa Sutras lista os seguintes tipos de sacrificícios:
- Pāka-yajñās: — Aṣtaka, sthālipāka, parvana, srāvaṇi, āgrahayani, caitri e āsvīyuji. Estes rituais envolvem a consagração de ofertas cozidas,
- Soma-yajñās: — Agnistoma, atyajnistoma, uktya, shodasi, vājapeya, atirātra e aptoryama são os sete soma-yajñās.
- Havir-yajñās: — Agniyādhāna, agnihotra, darśa-pūrṇamāsa, āgrayana, cāturmāsya, niruudha paśu bandha,[14] sautrāmaṇi. Estes ritos envolvem oferecimento de havis ou oblações.
- Pañca-mahā-yajñās: — Os Cinco Rituais Mais Importantes.
- Veda-vrātas: — Quatros rituais feitos durante o progresso da educação védica.
- Dezesseis yajñās feitos apenas uma vez samskāras: garbhādhānā, pumsavana, sīmanta, jātakarma, nāmakaraṇa, annaprāśana, chudākarma / caula, niskramana, karnavedha, vidyaarambha, upanayana, keshanta, snātaka and vivāha, nisheka, antyeshti.

| Nome do sacrifício | O que é sacrificado?              | Para quem?                                                   | Frequência      |
| ------------------ | --------------------------------- | ------------------------------------------------------------ | --------------- |
| Bhuta-yajna        | Bolos cozidos                     | Sacríficos em prol dos seres vivos (animais, pássaros, etc.) | Diariamente     |
| Manushya-yajna     | Esmolas e Água (seva, dāna)       | Sacrifício em prol da humanidade                             | Diariamente     |
| Pitr-yajna         | Libação de água                   | Sacrificios aos ancestrais                                   | Diariamente     |
| Deva-yajna (homa)  | Ghee                              | Sacrifício em prol dos deuses                                | Diariamente     |
| Brahma-yajna       | Palavras (pela leitura dos Vedas) | Sacrifícios a Brahman (Suprema Realidade)                    | Quando possível |

No Ramayana, é dito que Rama realizava ashvamedha, vajapeya, pundarika, rajasuya, e muitos outros yajnas.